# Constitution brésilienne de 1988
Lire en ligne

Gouvernement brésilien : (pt) version consolidée ;
 OMPI : (en) consolidée en 2008, (es) consolidée en 2008, (fr) consolidée en 1998

Ato Institucional Número Cinco
La constitution brésilienne du 5 octobre 1988 est la 7e constitution de l'État brésilien. Elle a été approuvée par l'Assemblée nationale constituante le 22 septembre de 1988 et promulguée le 5 octobre 1988. Elle a introduit un scrutin présidentiel direct à deux tours, avec un accroissement du poids du Congrès face à l’exécutif, une décentralisation, des droits fondamentaux, comme les droits sociaux et les libertés individuelles.
Elle consacre « l'Union indissoluble » des États fédérés, des municipalités et du District fédéral, ainsi que la laïcité de l'État (article 19).
Conçue dans le cadre du processus de démocratisation, qui a commencé avec la fin de la dictature militaire au Brésil (1964-1985), elle est connue sous le nom de « Constitution citoyenne ».  À la date de septembre 2020, elle a connu plus de 100 amendements.

## Assemblée constituante
Le Congrès élu en 1986 reçoit du président José Sarney la tâche d'élaborer une nouvelle constitution. Le Congrès devient donc Assemblée constituante dont les travaux commencent le 1er février 1987 à l'issue de 21 ans de dictature militaire.
L'objectif premier est d'apporter une rupture par rapport à la Constitution de 1967, jugée arbitraire, et dans le cadre d'un processus de démocratisation, de rétablir l'inviolabilité des libertés et droits fondamentaux.

## Contenu des Institutions

### Pouvoir exécutif
Le président de la république fédérative du Brésil et le vice-président sont élus pour quatre ans au suffrage universel direct à deux tours (les candidats à la présidence et à la vice-présidence se présentent sur une même liste). Le président peut être destitué par le Congrès pour des cas de corruption, mais non pour des raisons politiques (le premier titulaire du poste, Fernando Collor de Mello le sera par les votes du 29 septembre et du 8 octobre 1992 après une enquête diligentée par le Congrès et la police fédérale). Les lois doivent recevoir sa sanction et il dispose d'un droit de veto sur les lois adoptées par le Congrès national, y compris pour les lois de finances, mais hors certains cas (nominations, référendum et plébiscites, accords internationaux...)

### Pouvoir législatif
Le Congrès national se compose de la Chambre des députés et du Sénat fédéral et élus au suffrage universel direct ; la législature dure 4 ans pour les parlementaires. La Chambre est composée de 513 députés, le Sénat de 3 sénateurs par État, plus 3 pour le District fédéral de Brasilia, soit 81 sénateurs.
Seul le Congrès national peut autoriser d'amender la Constitution par un vote à la majorité qualifiée des trois-cinquièmes. Le fédéralisme, la consultation électorale périodique à bulletin secret, la séparation des pouvoirs et les droits individuels ne peuvent être réformés.

### Pouvoir judiciaire
L'ordre judiciaire comprend notamment : le Tribunal suprême fédéral, le tribunal supérieur de justice, les tribunaux fédéraux régionaux, les tribunaux du travail, les tribunaux électoraux, les tribunaux militaires et les tribunaux de justice de chaque État de la Fédération.
Le Tribunal suprême fédéral fait fonction de cour constitutionnelle, pour les relations entre les pouvoirs publics fédéraux, pour les relations fédérales et pour le contrôle abstrait des lois; et de cour suprême d'appel pour les questions constitutionnelles en affaires concrètes. Il est composé de 11 juges, nommés par le président de la République, après accord du Sénat fédéral. Ils exercent leurs fonctions jusqu'à leur 70e anniversaire.

### Compétences et étendue
La constitution du Brésil du 5 octobre 1988 est connue pour être l'une des plus longues du monde. Parmi tous les constitutions récentes, elle est la plus démocratique, la plus analytique et la plus détaillée, selon Clèmerson Merlin Clève. De très nombreux principes y sont inscrits, des libertés individuelles aux droits de la propriété intellectuelle, de l'organisation des pouvoirs à la fiscalité. En particulier : les objectifs de l'État fédéral y sont inscrits (article 3) ainsi que les principes guidant ses relations internationales (article 4), les règles d'acquisition de la nationalité (droit du sol : article 12) et le droit de vote (vote obligatoire entre 18 et 70 ans, possible dès 16 ans).
- Titre I : Principes fondamentaux
- Titre II : Droits et garanties fondamentaux
- Titre III : Organisation de l'État
- Titre IV : Organisation des pouvoirs
- Titre V : Défense de l'État et des institutions démocratiques
- Titre VI : Fiscalité et budget
- Titre VII : Ordre économique et financier
- Titre VIII : Ordre social
- Titre IX : Dispositions constitutionnelles générales

## Critique

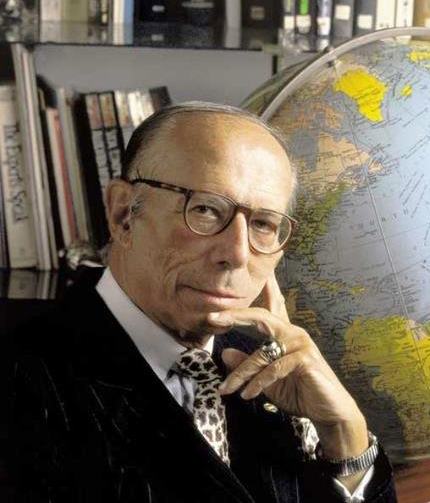
Roberto Campos, l'une des rares voix qui s'est prononcée contre la Constitution de 1988 au moment de sa création.

La Constitution fédérale de 1988 a été critiquée pour être trop analytique et détaillée. Cette caractéristique a obligé à la modifier plusieurs fois, dans des processus politiquement coûteux, pour s'adapter aux changements de la société,,,.
Une autre critique est que la Constitution fédérale de 1988 reproduit un modèle de capitalisme d'État, élargissant les monopoles d'État et la réglementation qui permettait à l'État brésilien, en 2017, d'avoir des participations dans plus de 650 entreprises, couvrant un tiers du P.I.B. national. Ce modèle a également freiné la performance des entreprises étrangères dans divers domaines avec des conséquences désastreuses pour la croissance du pays. De l'avis de certains chercheurs, ce modèle économique favorise le patrimonialisme et la corruption,,,,,,.
Depuis l'approbation de la Constitution fédérale de 1988, le taux d'homicides a augmenté de 124 % au Brésil et plus d'un million de personnes ont été assassinées. Alors que dans les années 80 il y avait 11,7 homicides pour 100 000 habitants, en 2010 le taux a atteint 26,2, soit une augmentation moyenne de 2,7% par an.
Des juristes et des ministres ont blâmé la Constitution. Raúl Jungmann a critiqué le fait que la Constitution donne aux États la responsabilité de la sécurité publique, ne laissant à l'Union qu'un rôle résiduel. Cela aurait permis la croissance de factions telles que le Primeiro Comando da Capital et le Comando Vermelho. De l'avis d'Alexandre de Moraes, le Brésil confond le respect de la dignité de la personne humaine avec l'indulgence envers les chefs criminels,,.
La Constitution est également responsable de la continuation d'un système procédural lent. Le Brésil a le 30e système judiciaire le plus lent parmi 133 pays, selon la Banque mondiale. Cela a conduit le pouvoir judiciaire à utiliser les arrestations provisoires comme un substitutif de la peine. En 2015, plus de 40 % des prisonniers au Brésil étaient provisoires,. 

Une étude de la Banque mondiale a critiqué la Constitution fédérale de 1988 pour avoir étendu les privilèges des agents publics, exacerbant les inégalités de revenus au Brésil. Leur rémunération et leur retraite sont disproportionnellement élevées selon les études. En 2015, le déficit du gouvernement fédéral dû aux pensions de retraite d'environ 1 million d'employés du gouvernement était supérieur au total de celui enregistré pour les 33 millions de retraités du secteur privé. Pour la Banque mondiale, les agents publics font partie du quintile le plus riche de la population brésilienne. Pour Roberto Brant, la Constitution fédérale a été prise en otage par des groupes d'agents publics en 1988. Le philosophe Fernando Schüler soutient que le Brésil est allé à contre-courant dans les années 1980: « Alors que le monde essayait d'ajuster l'État à la mondialisation et de moderniser la gestion publique, le Brésil a opté pour un État super-bureaucratique avec la Constitution de 1988. Nous offrons une stabilité rigide dans l'emploi des fonctionnaires, nous mêlons les carrières de l'État aux carrières communes de la fonction publique, nous avons créé la loi des appels d'offres, nous avons jeté les budgets et nous avons éliminé toute place pour la méritocratie dans le sphère publique ". Pour le juriste Modesto Carvalhosa, seule une nouvelle constitution « principiologique » mettrait fin aux privilèges de la Constitution de 1988,,,,,,.
 (mars 2021).
Le contenu est difficilement compréhensible vu les erreurs de traduction, qui sont peut-être dues à l'utilisation d'un logiciel de traduction automatique.
La Constitution fédérale de 1988 est également critiquée pour avoir adopté l'un des plus larges forums spéciaux en raison de la prérogative de fonction dans le monde, les juristes comprennent que cette extension encourage la corruption. Un quart des actions avec un forum privilégié prend plus de dix ans pour être jugées. La Cour suprême fédérale prend 1 300 jours pour juger les actions pénales des personnes à compétence privilégiée. Entre 2001 et 2017, 200 actions liées au Forum privilégié ont expiré,,,,,.
L'exigence de transit inattaquable pour l'exécution de la peine est également critiquée. Pour le juge Sérgio Moro, l'attente du jugement définitif contribuera à l'impunité. Selon le ministre Teori Zavascki après avoir confirmé une seconde phrase, il n'était plus possible de parler du principe de non-culpabilité, car «les recours exceptionnels, pour les tribunaux de superposition, n'ont pas la capacité de contrôler les faits et les preuves». Aux Nations unies, 193 des 194 pays ont une première ou une deuxième arrestation,,,.
Sur le plan électoral, la Constitution a adopté le vote obligatoire. Parmi les 15 plus grandes économies du monde, le Brésil est le seul pays où le vote est obligatoire. Un sondage de 2014 a montré que le vote obligatoire est rejeté par 61 % des Brésiliens. Certaines personnes endoctrinées se demandent s'il est démocratique de forcer les gens à voter,,,.
La Constitution a adopté le modèle social-démocrate d'organisation de l'État, tel que défini par le chroniqueur du journal O Estado de S. Paulo Luiz Sérgio Henriques. Pour le professeur et avocat Marco Aurélio Marrafon, président de l'Académie brésilienne de droit constitutionnel, la Constitution brésilienne de 1988 a organisé l'État selon le modèle de l'État providence, dans lequel elle entend réconcilier «la composante libérale de préservation des droits individuels et de limitation du pouvoir de l'État, avec intervention économique directe et promotion des politiques publiques, afin de redistribuer les ressources et réduire les inégalités sociales ». Pour financer l'État providence, il a fallu augmenter la charge fiscale, qui est passée de 23,4% du PIB en 1988 à 33,6% du PIB en 2005, et relier les recettes budgétaires. Ainsi, l'Union a atteint 9 % des dépenses obligatoires en 2017, réduisant la marge de manœuvre du gouvernement et affectant les investissements. Cette option politique est critiquée par certains endoctrinateurs,,,,,,,,,.
Les doctrines critiquent un pouvoir prétendument excessif accordé au Barreau par la Constitution. Le philosophe et journaliste brésilien Hélio Schwartsman considère que la Constitution de 1988 accordait des «pouvoirs disproportionnés» aux avocats «tels que la nomination des juges, la rédaction de lois, la proposition d'actions directes d'inconstitutionnalité, la définition de qui peut et qui ne peut pas être avocat» . Roberto Campos, économiste, ancien sénateur et ministre du Plan du Brésil dans les premières années de la dictature militaire a souligné que "l'OAB a réussi l'exploit d'être mentionné trois fois" dans ce qu'il définit comme la "Constitution de Besteirol "1988. Selon lui, "c'est peut-être le seul cas au monde où un club professionnel a inscrit le texte constitutionnel ",.